# 니시자와 준이치

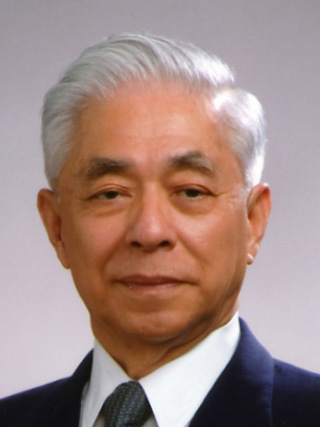

니시자와 준이치(西澤潤一, 1926년 9월 12일 ~ 2018년 10월 21일)는 일본의 엔지니어이자 발명가였다. 그는 1950년대부터 PIN 다이오드, 정적 유도 트랜지스터, 정적 유도 사이리스터, SIT/SITh를 포함한 전자 발명으로 유명하다. 그의 발명품은 인터넷 기술의 발전과 정보화 시대에 기여했다.
소피아 대학교의 교수였다. "일본 마이크로일렉트로닉스의 아버지"로 여겨진다.